# هي مضحكة بتلك الطريقة
هي مضحكة بتلك الطريقة (بالإنجليزية: She's Funny That Way)‏ هو فلم كوميدي أمريكي إنتاج 2014، من إخراج بيتر بوغدانوفيتش وتأليفه مع لويس ستراتن، وهو بطولة أوين ويلسون وايموجين بوتس وكاثرين هان وويل فورت وجينيفر أنيستون، الفلم يتكلم عن قصة بين ممثلة ومخرج متزوج ويستعدون لعرض مسرحية.

## وصلات خارجية
- هي مضحكة بتلك الطريقة على موقع IMDb (الإنجليزية)
- هي مضحكة بتلك الطريقة على موقع ميتاكريتيك (الإنجليزية)
- هي مضحكة بتلك الطريقة على موقع الموسوعة البريطانية (الإنجليزية)
- هي مضحكة بتلك الطريقة على موقع روتن توميتوز (الإنجليزية)
- هي مضحكة بتلك الطريقة على موقع قاعدة بيانات الأفلام العربية
- هي مضحكة بتلك الطريقة على موقع ألو سيني (الفرنسية)
- هي مضحكة بتلك الطريقة على موقع أول موفي (الإنجليزية)
- هي مضحكة بتلك الطريقة على موقع بوكس أوفيس موجو (الإنجليزية)
- هي مضحكة بتلك الطريقة على موقع قاعدة بيانات الأفلام السويدية (السويدية)
- هي مضحكة بتلك الطريقة على موقع قاعدة بيانات الفيلم (الإنجليزية)
- http://www.imdb.com/title/tt1767372/